# Francesc Español Coll
Francesc Español Coll (Valls, 1907 — Barcelona, 1999) foi um entomólogo espanhol.

## Biografia
Francesc Español Coll nasceu em Valls ( Tarragona), filho de um proeminente advogado dessa população. Ele estudou escola em Tarragona e estudou droga em Universidade de Barcelona, onde se formou em 1935, mas ele mostrou grande carinho por Entomologia e nunca foi dedicado à farmácia. Já em 1924 trabalhou no Museum of Zoology of Barcelona, do qual seria nomeado Regente da Entomologia em 1932. Em 1941 ele foi nomeado Conservador do Museu e em 1966 Diretor dessa instituição, embora já atuasse como seu chefe desde 1939. Em 1969 ingressou na Academia Real de Ciências e Artes de Barcelona. Em 1982, ele foi nomeado Doutor Honoris Causa pela Universidade Autônoma de Barcelona.
Seu trabalho científico enfocou os coleópteros, especialmente em sua taxonomia e nos aspectos biogeográficos biogeográficos. Aos 17 anos fez sua primeira varredura em uma cavidade subterrânea para coletar fauna, descobrindo uma nova espécie de Coleoptera carvernícola  Speophilus espanoli , acentuando sua predileção bioespeleología; ao longo de sua vida, ele explorou mais de 1.500 cavidades.
Ele publicou mais de 400 artigos científicos em que descritos mais de 500  taxa novas para a ciência ( géneros, subgêneros, espécie s e subespécies), especialmente fauna Cueva homem das cavernas, Tenebrionidae e Anobiidae. Ele foi o fundador da biospeleologia na Espanha.
Outro aspecto que se destaca da Francesc Español é sua influência sobre os jovens. A maioria dos entomologistas catalães da segunda metade do século XX são seus discípulos e freqüentaram o Museu de Zoologia de Barcelona em busca de seus conselhos e ajuda.